# Elionor de Sicília

Escut d'armes d'Elionor de Sicília com a reina consort d'Aragó

Elionor de Sicilia i de Carintia (1325 - 20 d'abril de 1375) fou infanta de Sicília i reina de la Corona d'Aragó (1349-1375), col·laboradora essencial pel rei Pere III el Cerimoniós, amb qui es casà.

## Biografia
Elionor de Sicília era filla de Pere II de Sicília i Isabel de Caríntia. Tenia tres germans i nombroses germanes. Aviat els seus pares intentaren casar-la amb Ramon Berenguer d'Aragó, un dels fills de Jaume II d'Aragó. Quan tenia uns 24 anys el rei Pere el Cerimoniós, que havia enviudat per segona vegada, demanà casar-se amb ella responent a les demandes d'ajuda dels catalans sicilians partidaris d'aquest rei. La princesa, malgrat les pressions en contra dels partidaris dels angevins i dels seus familiars, acceptà i, fugint de l'illa gràcies als emissaris del rei aragonès, es dirigí cap a les costes peninsulars.
El 27 d'agost de 1349 la reial parella es casà a València. Elionor fou coronada reina el 5 de setembre de 1352 a Saragossa. El 1350 nasqué el primer fill, Joan, el 1355 en Martí, el 1358 Elionor i el 1362 Alfons, que morí aviat. Elionor no renuncià mai als drets que tenia sobre la corona siciliana; mantenia l'esperança que aquest regne acabés reunificat amb la resta de la Corona d'Aragó.
Es donà la circumstància que el pare d'Elionor morí quan el fill gran, Lluís, era molt jove. Aquest visqué només disset anys i el succeí Frederic, el fill més petit. Elionor intercedí al papat, partidari dels angevins, per evitar que es divulguessin tergiversacions sobre els seus germans o sobre suposades victòries del rei de Nàpols sobre terres sicilianes. A més, com a germana gran intentà casar les seves germanes Beatriu i Blanca i també els dos germans que foren reis de Sicília, Lluís I i Frederic III de Sicília, amb membres de la família reial aragonesa. Pactà amb Frederic la cessió dels ducats d'Atenes i Neopàtria que quedaren de nou incorporats a la Corona d'Aragó. Elionor també reclamà els drets que la seva mare tenia sobre Caríntia i el Tirol, tot i que no aconseguí mai que li fossin reconeguts, malgrat mantenir-hi una bona relació.
Quan el rei havia de marxar nomenava la seva esposa lloctinent, i li confiava alguna vegada el gran segell reial i durant més temps el segell secret. En les interminables guerres amb la corona castellana, la reina culpà Bernat II de Cabrera de ser el responsable dels fracassos diplomàtics i el feu ajusticiar. Cap al 1354 acompanyà Pere III el Cerimoniós a la revoltada Sardenya i intentà pactar una pau més forta amb el jutge Marià IV d'Arborea.
Elionor, de renom “la Grossa”, era una dona intel·ligent, decidida i amb ambició. Es creu que va rebre la seva acurada formació en un monestir de clarisses sicilianes; era molt religiosa i amant de relíquies, les quals conservava desades en magnífics estoigs. La seva biblioteca estava fornida de llibres religiosos alguns dels quals estaven il·luminats. Vivia preferentment a Barcelona on feu construir l'anomenat Palau Menor, que comptava amb un hort per proveir la taula de la reina i una claveguera que arribava al mar. Li agradaven els ocells exòtics i fer sortides al camp. Segurament va ser una bona mare dels fills que van viure amb ella, defensant-los de qualsevol qüestió, i impedint que la seva filla es casés amb el príncep castellà Joan, futur rei Joan I. En el testament els omplí de relíquies, joies, llibres, ornaments religiosos de la seva pròpia capella i a la filla li deixà un aixovar esplèndid. També va ser una bona «companyona» pel seu marit, que la recordà quan ell, ja vidu, s'havia casat novament amb Sibil·la de Fortià.
Va residir al Palau Menor de Barcelona, que havia estat construït per a ella. Fou la mare de l'infant Joan el Caçador (1350-1395), comte de Barcelona i rei d'Aragó, l'infant Martí l'Humà (1356-1410), comte de Barcelona i rei d'Aragó, l'infant Alfons d'Aragó (1362-1364), i la infanta Elionor d'Aragó (1358-1382), que es casà el 1375 amb Joan I de Castella.
Elionor tingué afecte i simpatia per la seva primera jove, Mata d'Armanyac, a qui va regalar una de les seves corones preferides. Morí a Lleida i les seves despulles foren traslladades a un panteó del monestir de Poblet, del qual no en queda res.